# Lista över olympiska rekord i bågskytte
Detta är en lista över olympiska rekord i bågskytte. 

## Damernas rekord
| Gren                       | Poäng | Namn                                  | Nation   | Spel           | Datum             |
| -------------------------- | ----- | ------------------------------------- | -------- | -------------- | ----------------- |
| 72 pilar, rankningsomgång  | 680   | An San                                | Sydkorea | Tokyo 2020     | 23 juli 2021      |
| 18 pilar                   | 173   | Yun Mi-jin                            | Sydkorea | Sydney 2000    | 19 september 2000 |
| 12 pilar                   | 114   | Kim Soo-nyung                         | Sydkorea | Barcelona 1992 | 2 augusti 1992    |
| 36 pilar, eliminering      | 341   | Yun Mi-jin                            | Sydkorea | Aten 2004      | 18 augusti 2004   |
| 216 pilar, rankningsomgång | 2032  | An San Jang Min-hee Kang Chae-young   | Sydkorea | Tokyo 2020     | 23 juli 2021      |
| 27 pilar                   | 252   | Kim Soo-nyung Kim Nam-soon Yun Mi-jin | Sydkorea | Sydney 2000    | 21 september 2000 |
| 54 pilar, final            | 502   | Kim Soo-nyung Kim Nam-soon Yun Mi-jin | Sydkorea | Sydney 2000    | 21 september 2000 |

## Herrarnas rekord
| Gren                       | Poäng | Namn                                   | Nation           | Spel                | Datum             |
| -------------------------- | ----- | -------------------------------------- | ---------------- | ------------------- | ----------------- |
| 72 pilar, rankningsomgång  | 700   | Kim Woo-jin                            | Sydkorea         | Rio de Janeiro 2016 | 5 augusti 2016    |
| 18 pilar                   | 173   | Park Kyung-mo                          | Sydkorea         | Aten 2004           | 19 augusti 2004   |
| 12 pilar                   | 115   | Oh Kyo-moon                            | Sydkorea         | Atlanta 1996        | 1 augusti 1996    |
| 36 pilar, eliminering      | 339   | Chen Szu-yuan                          | Kinesiska Taipei | Aten 2004           | 19 augusti 2004   |
| 36 pilar, final            | 340   | Tim Cuddihy                            | Australien       | Aten 2004           | 19 augusti 2004   |
| 216 pilar, rankningsomgång | 2087  | Im Dong-hyun Kim Bub-min Oh Jin-hyek   | Sydkorea         | London 2012         | 27 juli 2012      |
| 27 pilar                   | 258   | Jang Yong-ho Oh Kyo-moon Kim Chung-tae | Sydkorea         | Sydney 2000         | 22 september 2000 |
| 54 pilar, final            | 502   | Justin Huish Butch Johnson Rod White   | USA              | Atlanta 1996        | 2 augusti 1996    |

## Mixade rekord
| Gren                       | Poäng | Namn               | Nation   | Spel       | Datum        |
| -------------------------- | ----- | ------------------ | -------- | ---------- | ------------ |
| 114 pilar, rankningsomgång | 1368  | An San Kim Je-deok | Sydkorea | Tokyo 2020 | 23 juli 2021 |